# Togo aux Jeux olympiques d'été de 2000
Le Togo participe aux Jeux olympiques d'été de 2000 à Sydney. Sa délégation est composée de 2 sportifs issus de l'athlétisme et de son porte-drapeau qui est le judoka Kouami Sacha Denanyoh. Au terme des Olympiades, la nation n'est pas à proprement classée puisqu'elle ne remporte aucune médaille. 

## Nombre d'athlètes qualifiés par sport
Voici la liste des qualifiés et sélectionnés Togolais par sport (remplaçants compris) :
| Sport      | Hommes | Femmes | Total |
| ---------- | ------ | ------ | ----- |
| Athlétisme | 1      | 1      | 2     |

## Liste des médaillés togolais
Aucun athlète togolais ne remporte de médaille durant ces JO.

## Athlétisme

### Hommes
| Athlète       | Épreuve          | Qualification | Qualification | Finale      | Finale  |
| Athlète       | Épreuve          | Performance   | Rang          | Performance | Rang    |
| ------------- | ---------------- | ------------- | ------------- | ----------- | ------- |
| Téko Folligan | Saut en longueur | 7,40 m        | 41e           | Eliminé     | Eliminé |

### Femmes
| Athlète        | Épreuve | Séries        | Séries | Quarts de finale | Quarts de finale | Demi-finales | Demi-finales | Finale  | Finale  |
| Athlète        | Épreuve | Temps         | Rang   | Temps            | Rang             | Temps        | Rang         | Temps   | Rang    |
| -------------- | ------- | ------------- | ------ | ---------------- | ---------------- | ------------ | ------------ | ------- | ------- |
| Direma Banasso | 800 m   | 2 min 31 s 71 | 8e     | Eliminé          | Eliminé          | Eliminé      | Eliminé      | Eliminé | Eliminé |